# Nationaal park Wakatobi
Nationaal park Wakatobi is een marien nationaal park in Indonesië. De naam van het park is een acroniem voor de eilanden Wangi-wangi, Kaledupa, Tomia en Binongko, die deel uitmaken van het park en behoren tot de Tukangbesi-eilanden. Het park ligt tussen de Bandazee in het noordoosten en de Floreszee in het zuidwesten, ten zuidoosten van het eiland Sulawesi. Het park maakt deel uit van de provincie Zuidoost-Sulawesi.